# Emory King
Emory King (* 22. Februar 1931 in Jacksonville, Florida; † 14. August 2007 in Tropical Park, Belize) war ein belizischer Schriftsteller und Journalist. King diente seinem Land in zahlreichen Funktionen, unter anderem als nationaler Film-Beauftragter.

## Leben
Im Alter von 22 Jahren startete King mit einigen Freunden auf einer Yacht von den USA aus einen Segeltörn. Vor der Küste von Belize erlitt die Gruppe Schiffbruch. Nachdem King sich von dem Unglück erholt hatte, entschied er sich, in Belize zu bleiben. Er war in der Tourismuswerbung, für die Handelskammer und als Geschäftsmann tätig.
King schloss sich der seit 1954 regierenden People’s United Party an. Er pflegte ein enges Verhältnis zu George Cadle Price, dem ersten Premierminister von Belize. 1958 trug King dazu bei, dass sich aus Mexiko vertriebene deutschsprachige Mennoniten im damaligen British Honduras niederlassen konnten.
Von den 1970er Jahren bis zu seinem Tode war King Kolumnist der Belize Times, der Wochenzeitung der People’s United Party. Er produzierte Dokumentarfilme über Belize und spielte in zwei dort gedrehten Spielfilmen kleinere Nebenrollen. 1998 wurde er zum ehrenamtlichen Film-Beauftragten des Landes ernannt.
King schrieb mehrere Bücher, unter anderem Emory King’s Drivers’ Guide to Belize sowie The Great Story of Belize in zwei Bänden. Er leitete zeitweise die Belize Historical Society. Seiner Deutung der belizischen Geschichte (etwa in Kings Buch Belize, 1798 - The Road to Glory über die Schlacht vor der Insel St. George’s Caye) widersprach der belizische Schriftsteller und Journalist Evan X Hyde, der King auch mangelnde Quellenkenntnis vorhielt (etwa bezüglich des verheerenden Wirbelsturms im September 1931).
King war verheiratet mit Elisa King und Vater einiger Kinder, von denen Sohn Alex früher starb als er selbst.
King starb am 14. August 2007 in seinem Haus in Tropical Park nahe Hattieville.